# Noam Dar
Noam Dar, hebr. ‏נועם דר‎, Noam Dar (ur. 28 lipca 1993 w Tel Awiwie) – izraelsko-szkocki profesjonalny wrestler, obecnie występujący w federacji WWE w brandzie Raw w dywizji cruiserweight. W przeszłości pracował w Total Nonstop Action Wrestling (TNA), Progress Wrestling, Preston City Wrestling (PCW), Insane Championship Wrestling (ICW), Dragon Gate UK (DGUK), Revolution Pro Wrestling (RPW), Westside Xtreme Wrestling (wX w.), Global Force Wrestling (GFW) i Ring of Honor (ROH). Dar jest między innymi byłym dwukrotnym posiadaczem ICW Zero-G Championship oraz PCW Cruiserweight Championship. Jest pierwszym Izraelczykiem występującym dla WWE.

## Wczesne życie
Dar urodził się w Tel Awiwie. Wychowywał się w mieście Ayr, w którym mieszkał do 2016. Jest fanem futbolu, kibicuje drużynie Rangers F.C..

## Kariera profesjonalnego wrestlera

### Federacje niezależne (2008–2016)
Dar zadebiutował w brytyjskich federacjach niezależnych w wieku 15 lat, gdzie wstępnie pracował dla British Championship Wrestling i Premiere British Wrestling. W 2009 zawalczył na gali European Invasion federacji Dragon Gate i Zero1 Spain w Hiszpanii, gdzie wygrał między innymi z Colinem McKayem i Seanem Southem.
1 maja 2011 Dar zdobył swoje pierwsze mistrzostwo, gdzie wraz z Liamem Thomsonem zdobył Premier British Wrestling (PBW) Tag Team Championship i posiadali je jedenaście miesięcy. W lutym 2011 wziął udział w turnieju o 1PW World Heavyweight Championship federacji One Pro Wrestling, zaś rok później stał się ostatnim posiadaczem 1PW Openweight Championship pokonując Marty’ego Scurlla, Krisa Travisa i Joeya Hayesa. W październiku wystąpił w Dark matchu gali Yosuka vs. Shingo 3 federacji Dragon Gate UK, gdzie pokonał Daniela Roberta. Rok zakończył wyprawami do europejskich federacji, gdzie między innymi wystąpił w Westside Xtreme Wrestling (wX w.), w którym zakwalifikował się do turnieju wXw 16 Carat Gold 2012.
W 2012 wystąpił dla Revolution Pro Wrestling, gdzie zawalczył z Jerrym Lynnem i wyzwał do walki posiadacza RPW Cruiserweight Championship Prince’a Devitta. Dar zakwalifikował się do turnieju o SWE Speed King Championship między innymi pokonując Spuda, lecz ostatecznie nie zdobył mistrzostwa. Wziął udział w dwóch turniejach federacji IPW, gdzie przegrał z Samim Callihanem w ćwierćfinale o IPW UK Cruiserweight Championship, a także w pierwszej rundzie z Zackiem Sabre Jr. o British National Championship. W kwietniu zaczął występować dla Pro Wrestling Elite; w debiucie pokonał Marka Haskinsa. Wziął udział w turnieju o PWE World Heavyweight Championship, gdzie po zwycięstwach nad El Ligero i Mikeyem Whiplashem przegrał z Andym Wildem w finale. Dar zdobył koronę „King of Cruisers 2012” federacji PBW wygrywając six-way match.
W 2013 powrócił do Dragon Gate UK, gdzie przepracował serię walk z Yamato, Jimmym Susumu i Masaakim Mochizuku. RPW zaprosiło go na występy do swojej federacji, gdzie pokonał Marka Andrewsa, lecz przegrał z Michaelem Elginem i Martym Scurllem. Dar zakończył 2013 rok zdobyciem BCW Openweight Championship od Andy’ego Wilda, zaś tytuł stracił na rzecz Kenny’ego Williamsa w kwietniu 2015.. W rewanżu Williams pokonał Dara i Willa Ospreaya.
W 2014 i 2015 Dar prowadził rywalizację z Grado o PWE World Heavyweight Championship. Pokonał go przez dyskwalifikację w pierwszej walce, druga zakończyła się bez rezultatu, zaś w trzeciej wieńczącej rywalizację, Grado czysto wygrał pojedynek. Pod koniec 2015 Dar zadebiutował dla Global Force Wrestling (GFW), gdzie pokonał Chrisa Ridgewaya.
Z powodu wygrania turnieju „Elite Rumble”, Dar otrzymał kolejną szansę na walkę o PWE World Heavyweight Championship. Zdobył tytuł pokonując Iestyna Reesa podczas gali „Five Year Anniversary: Dar Wars – The Final Episode” z 23 lipca 2016.

### Insane Championship Wrestling (2010–2016)
Dar zadebiutował w Insane Championship Wrestling (ICW) wygrywając z The Highlanderem, a także wygrywając turniej o nowo-wprowadzone ICW Zero-G Champion. Był w posiadaniu tytułu przez 266 dni, po czym utracił go na rzecz Lionhearta. Odzyskał tytuł od niego dwa miesiące później, po czym po 252 dniach przegrał go w walce z Andym Wildem.
W 2012 walczył w walkach o ICW Tag Team Championship i ICW Heavyweight Championship. Od 2013 do 2015 głównie próbował odzyskać ICW Zero-G Championship, a także zaczął współpracować z Kennym Williamsem w drużynie Champagne Superbollocks; duo przegrało z Polo Promotions o ICW Tag Team Championship w dwóch walkach. Po wygraniu Best of Five series z Joem Coffeyem z wynikiem 3-2 i prowadzeniu rywalizacji z Red Lightningiem, Dar zakończył rok 2015 wygraną z Joem Henrym o miano pretendenta do ICW World Heavyweight Championship, a także wygrał z byłym dwukrotnym mistrzem Drew Gallowayem.
Dar wziął udział w gali iPay-Per-View Shug's Hoose Party 3, gdzie wraz z Sha Samuelsem i Grado jako „Team Mark Dallas” pokonali The Black Label (Gallowaya, Jacka Jestera i Wolfganga), tym samym (wedle scenariusza) odzyskując 50% udziałów federacji ICW dla Marka Dallasa. Z powodu podpisania kontraktu z WWE, ostatnia walka Dara odbyła się 11 września 2016, gdzie przegrał z Andym Wildem; po walce otrzymał owację od publiki i pracowników ICW. 29 lipca 2017 powrócił na jedną noc podczas gali Shug's Hoose Party 4, Night One, gdzie z Sha Samuelsem wygrał walkę z Joem Coffeyem i Bramem.

### Preston City Wrestling (2011–2016)
Dar zadebiutował w Preston City Wrestling (PCW) w 2011, gdzie w finale o inauguracyjnego posiadacza PCW Heavyweight Championship przegrał z T-Bonem. W 2012 zdobył PCW Cruiserweight Championship i był w posiadaniu tytułu przez 168 dni, gdzie na początku 2013 utracił go na rzecz Dave’a Rayne'a. Dar wygrał turniej „Road to Glory 2013”, dzięki czemu mógł zawalczyć o PCW Heavyweight Championship. Wykorzystał szansę walcząc z Dougiem Williamsem, lecz ich walka zakończyła się remisem czasowym. Do walki wyzwał i przegrał z nowym posiadaczem mistrzostwa, Lionheartem.
W 2014 i 2015 walczył z takimi zawodnikami jak Paul London, Steve Corino, Chris Hero, Tommaso Ciampa, John Morrison i Rob Van Dam. Prowadził rywalizację z byłą gwiazdą WWE Drew Gallowayem, z którym wygrał dwie z trzech walk. Z powodu współpracy PCW z Ring of Honor (ROH), Dar wziął udział w walkach na kilku wspólnych galach ROH/PCW, gdzie walczył między innymi z Cedrikiem Alexandrem, Adamem Colem, Roderickiem Strongiem, Bobbym Fishem i ACH, a także walczył o ROH World Championship z Jayem Lethalem.
Dar wziął udział w turnieju „Road to Glory 2016”, gdzie po eliminacji Timothy’ego Thatchera i El Ligero przegrał z Gallowayem w półfinale. W półfinale przegrał z Jeffem Jarrettem podczas gali PCW vs. GFW Global Conflict. Był niezapowiedzianym trzecim zawodnikiem walki wieczoru o PCW Heavyweight Championship, gdzie 25 czerwca podczas gali Tribute to the Troops pokonał Gallowaya i Samuelsa o główny tytuł federacji. Zdołał obronić tytuł w walkach z Samuelsem oraz zwycięzcą „Road to Glory 2016” Rampage Brownem. Tytuł utracił 24 września 2016 na rzecz Iestyna Reesa.

### Progress Wrestling (2012–2015)
Dar wziął udział podczas pierwszego show federacji Progress Wrestling w 2012, gdzie był częścią turnieju o Progress Championship. W 2013 stał się pretendentem do tytułu El Ligero, lecz przegrał z nim walkę. W 2014 wygrał pierwszy turniej Progress World Cup, gdzie reprezentując Izrael pokonał Darrella Allena (Jamajka), Grado (Szkocja) i Rampage’a Browna (Anglia). Dzięki zwycięstwu ponownie stał się pretendentem do Progress Championship, lecz podczas walki z Jimmym Havocem przeciwnik odklepał, kiedy to sędzia tego nie widział; moment wykorzystał Havoc, który wygrał walkę. Podczas gali Chapter 18 odbył się rewanż, którym był six-way elimination match. Dar wyeliminował Mastiffa, który powrócił do ringu i spowodował eliminację Dara. Wziął udział w turnieju Super Strong Style 16, lecz w pierwszej rundzie został pokonany przez Dave’a Mastiffa. Dwójka miała spotkać się ze sobą w ringu podczas gali Chapter 20, lecz problemy podróżnicze Mastiffa spowodowały zmianę przeciwnika Dara na Pastora Williama Eavera; Dar przegrał z nim walkę, która była jego ostatnią w Progress Wrestling.

### Total Nonstop Action Wrestling (2014–2015)
Dar był członkiem drugiego sezonu programu British Boot Camp federacji Total Nonstop Action Wrestling (TNA). Dotarł do finałowej szóstki, lecz cały program wygrał Mark Andrews. Przepracował kilka walk dla TNA w Wielkiej Brytanii i Stanach Zjednoczonych, między innymi przegrywając z byłym posiadaczem TNA World Heavyweight Championship Austinem Ariesem podczas gali Xplosion.

### What Culture Pro Wrestling (2016)
2 czerwca 2016 Dar został ogłoszony częścią rosteru federacji What Culture Pro Wrestling. Zadebiutował 4 lipca podczas odcinka tygodniówki Loaded, gdzie przegrał z Rampagem. Dwa tygodnie później zdołał pokonać Josepha Connersa. Podczas gali WCPW Built To Destroy zawalczył z Jayem Lethalem o ROH World Championship, lecz został przez niego pokonany. 8 sierpnia zawalczył z Willem Ospreayem i El Liger w triple threat matchu, jednakże pojedynek wygrał Ospreay. Tydzień później przegrał walkę z Dougiem Williamsem, gdzie postawił na szali swoją karierę w WCPW.

### WWE

#### Dywizja cruiserweight (od 2016)
31 marca 2016 Dar został ogłoszony jednym z uczestników turnieju Cruiserweight Classic. 1 maja obronił ten status pokonując Josha Bodoma w walce kwalifikacyjnej w Londynie. W pierwszej rundzie turnieju z 23 czerwca pokonał Gurva Sihrę. W drugiej rundzie pokonał Ho Ho Luna, aczkolwiek 26 sierpnia został wyeliminowany z turnieju będąc pokonanym przez Zacka Sabre’a Jr. Podczas finałowego odcinka turnieju, Dar i Cedric Alexander przegrali z Tommaso Ciampą i Johnnym Gargano.
22 sierpnia podczas odcinka tygodniówki Raw został ogłoszony jednym z członków debiutującej dywizji cruiserweight. 7 listopada podczas odcinka Raw emitowanego z Glasgow w Szkocji, Dar zadebiutował w walce, w której on i The Brian Kendrick przegrali z Richem Swannem i Sin Carą. 6 grudnia podczas drugiego odcinka nowej tygodniówki 205 Live wygrał z Cedrikiem Alexandrem, zaś po walce wygłosił antagonistyczne promo, tym samym zatwierdzając swoją postać w roli heela. 7 lutego 2017 podczas tygodniówki 205 Live wziął udział w 5-way elimination matchu o miano pretendenta do WWE Cruiserweight Championship na gali Fastlane, który wygrał Jack Gallagher. Podczas lutowej gali Fastlane on i Kendrick przegrali ze Swannem i Akirą Tozawą. Wiosną rozpoczął rywalizację z Cedrikiem Alexandrem o względy Alicii Fox, która po zdradzie z Alexandrem stała się menedżerką Dara. 11 lipca przegrał z Alexandrem w „I Quit” matchu i porzucił Fox. W październiku 2017 przyłączył się do grupy The Zo Train prowadzonej przez posiadacza WWE Cruiserweight Championship, Enzo Amorego.

## Inne media
Postać Dara po raz pierwszy przedstawiono w grze WWE 2K18

## Styl walki
- Finishery
  - Champagne Superkneebar (Achilles Lock)[9]
  - Fisherman buster[105]
  - Nova Roller (Running gamengiri) – od 2016
- Inne ruchy
  - Airplane spin przeistaczany w Northern Lights suplex[106]
  - Dragon screw legwhip[106]
  - Wariacje European uppercutów[106]
    - Diving European uppercut
    - Z rozbiegu w przeciwnika w narożniku
    - Stojący

  - Wariacje kopnięć
    - Bicycle kick
    - Legsweep[106]
    - Running corner dropkick[106]
    - Running single leg dropkick w nogę przeciwnika

  - STF
  - Suicide dive[106]
- Menedżerowie
  - Alicia Fox[107]
- Przydomki
  - „The Israeli Icon”
  - „The Jewdi Master”
  - „The Champagne Supernova”
  - „The Scottish Supernova”[108]
- Motywy muzyczne
  - „Fair City Riots” ~ Titors Insignia (ICW/WCPW)[109]
  - „Morning Glory” ~ Oasis[110]
  - „Weekend Rockstar” ~ CFO$ (WWE; od 7 listopada 2016)[111]

## Mistrzostwa i osiągnięcia
- British Championship Wrestling
  - BCW Openweight Championship (1 raz)[38]
- Insane Championship Wrestling
  - ICW Zero-G Championship (2 razy)[112]
  - ICW Zero-G Title Tournament (2010)[113]
- One Pro Wrestling
  - 1PW Openweight Championship (1 raz)[114]
- Preston City Wrestling
  - PCW Cruiserweight Championship (1 raz)[62]
  - PCW Heavyweight Championship (1 raz)
  - Road to Glory Tournament (2013)
- Premier British Wrestling
  - PBW Tag Team Championship (1 raz) – z Liamem Thomsonem[115][116]
  - King of Cruisers (2012)[27]
- Progress Wrestling
  - Progress World Cup (2014)[82]
- Pro Wrestling Elite
  - PWE World Heavyweight Champion (1 raz)
  - Elite Rumble (2016)[117]
- Pro Wrestling Illustrated
  - PWI umieściło go w top 500 wrestlerów rankingu PWI 500: 106. miejsce w 2016; 108. miejsce w 2017[118]